# 392
392 је била преступна година.

## Догађаји
- Стиликон, римски генерал (magister militum), побеђује Визиготе и Хуне у Тракији. Цар Теодосије I дозвољава Аларику да се ослободи под условом да, као федерати, пружи војне услуге Римском царству.
- 15. мај – Цар Валентинијан II, стар 21 годину, умире док напада Галију против франачког узурпатора Арбогаста. Пронађен је обешен у својој резиденцији у Вијени под непознатим околностима.
- 22. август – Арбогаст номинује Евгенија, римског учитеља реторике, за цара Западног римског царства. Шаље амбасадоре на Теодосијев двор тражећи његово признање.
- Теодосије I постаје последњи цар који влада целим Римским царством. Издаје едикт којим се појачава забрана молитава или жртвовања у паганским храмовима, што доводи до прогона пагана и прекида старих Елеусинских мистерија. Такође забрањује паганске предмете, попут тамјана или талисмана.
- Асин постаје краљ корејског краљевства Пекче.